# Regensburger Parteispendenaffäre
Die Regensburger Parteispendenaffäre (auch Regensburger Korruptionsaffäre oder Regensburger Schmiergeldaffäre) bezeichnet eine politische Affäre in Regensburg, in deren Zentrum der ehemalige Regensburger Oberbürgermeister Joachim Wolbergs (bis 29. April 2019 SPD, seit 11. April 2019 Wahlverein „Brücke - Ideen verbinden Menschen“), sein Vorgänger Hans Schaidinger (CSU), das Bauunternehmen Bauteam Tretzel, die Schmack Immobiliengruppe und das Immobilienzentrum Regensburg stehen.

## Hintergründe

### SSV Jahn
2005 stand der SSV Jahn Regensburg vor der Insolvenz. Auf Bitten des damaligen Oberbürgermeisters Hans Schaidinger unterstützte der Unternehmer Volker Tretzel den Verein finanziell. Zuletzt sollen es rund eine Million Euro jährlich gewesen sein. In Schreiben an die Stadt anlässlich des Umfangs des Sozialen Wohnungsbaus bei geplanten Bauprojekten soll Tretzel auf seine finanzielle Unterstützung des SSV Jahn hingewiesen haben. Auf Nachfrage der Süddeutschen Zeitung sagte Tretzel, es sei ihm ein Anliegen gewesen, der Stadtverwaltung mitzuteilen, dass er sich, insbesondere durch die Förderung des SSV Jahn, auch ohne zusätzlichen sozialen Wohnungsbau bereits erheblich für Gemeinschaftszwecke engagiere.
Von Oktober 2009 an gehörte Wolbergs dem Aufsichtsrat des Vereins an; von Juni 2014 bis November 2018 als Aufsichtsratsvorsitzender.

### Wahlkampf 2014
Bei den Kommunalwahlen in Bayern 2014 bewarb sich Wolbergs als SPD-Kandidat für das Amt des Oberbürgermeisters. Da der langjährige Amtsinhaber Hans Schaidinger (CSU) aus Altersgründen nicht zur Wiederwahl antrat, war Christian Schlegl sein CSU-Gegenkandidat.
Nach Angaben Wolbergs im Juni 2016 wurde auf seine Bitte die Finanzierung des Wahlkampfs über seinen Ortsverein abgewickelt, damit er ihn besser steuern könne. Er habe viele Menschen um Unterstützung gebeten, weshalb die SPD deutlich mehr Spenden als in den Vorjahren bekommen habe.
Der CSU-Kreisverband Regensburg hat nach Angaben seines Vorsitzenden Franz Rieger während des Wahlkampfs von denselben Firmen rund 90.000 Euro (aufgeteilt auf mehrere Spenden zwischen 30 und 20.000 Euro) an Spenden erhalten.

### Grundstückvergabe 2014
Nach seinem Amtsantritt am 1. Mai 2014 veranlasste Wolbergs am Tag darauf die Neuvergabe der Grundstücke auf der ehemaligen Nibelungenkaserne. Im Oktober 2014 beschloss der Stadtrat, drei dieser Grundstücksflächen an die Firma BTT Bauteam Tretzel GmbH von Volker Tretzel zu vergeben, obwohl diese nicht das günstigste Angebot vorgelegt hatte. Im November 2014 legte daraufhin die CSU-Stadtratsfraktion Rechtsaufsichtsbeschwerde bei der Regierung der Oberpfalz ein, die von ihr abgewiesen wurde.

### Stadtbau Regensburg
Wie die Süddeutsche Zeitung im Juli 2016 berichtete, stellte die Stadtbau-GmbH Regensburg, eine 100%ige Tochter der Stadt Regensburg, den früheren Geschäftsführer der Firma Tretzel, Franz Wild, als neuen technischen Leiter an. Die CSU-Fraktion im Regensburger Rathaus beantragte, die Berufung rückgängig zu machen; der Antrag wurde mit den Stimmen der Koalition aus SPD, Grünen, Freien Wählern und FDP abgelehnt.

## Die Spenden an die SPD und ihr Bekanntwerden
Nach Recherchen der Süddeutschen Zeitung und des Bayerischen Rundfunks soll Wolbergs nicht nur in den Jahren 2013 und 2014, „sondern auch während seiner späteren Amtszeit ungewöhnlich hohe und möglicherweise verschleierte Parteispenden erhalten“ haben.
Die drei Bauunternehmen sollen über mehrere Jahre 618.000 Euro an den SPD-Ortsverein Regensburg Stadtsüden, dessen Vorsitzender Wolbergs ist, gespendet haben. Über 300.000 Euro sollen von der Firma Tretzel stammen. Dabei sollen Tretzel, seine Firma und neun weitere Personen aus seinem Umfeld von 2013 bis 2015 jährlich jeweils 9.900 Euro gespendet haben (und bis April 2016 weitere viermal 9.900 Euro), womit die Spenden die Veröffentlichungsgrenze nach § 25 Abs. 3 Parteiengesetz (10.000 Euro) unterschritten hätten. Es besteht der Verdacht, dass die Mitarbeiter die Spenden anschließend von ihrem Arbeitgeber als Gehaltszuschlag zurückerhalten haben. Organisiert haben soll dies der spätere technische Leiter der Stadtbau-GmbH Regensburg. Wolbergs selbst soll von dem Unternehmer außerdem „geldwerte Vorteile für sich und ihm nahestehende Personen“ in Höhe von etwa 79 000 Euro erhalten haben.
Der Landesschatzmeister der BayernSPD, Thomas Goger, überprüfte den Rechenschaftsbericht des Ortsvereins Regensburg-Süd und schickte am 8. Februar 2016 eine dienstliche Erklärung bezüglich der möglicherweise illegalen Spendenpraxis an die Generalstaatsanwaltschaft Bamberg.

## Strafrechtliche Aufarbeitung
Die Staatsanwaltschaft Regensburg leitete am 14. Juni 2016 ein Ermittlungsverfahren gegen Oberbürgermeister Wolbergs (SPD) ein, zunächst wegen des Verdachts der Vorteilsnahme bzw. Vorteilsgewährung. Es bestehe der Anfangsverdacht, dass Wolbergs durch die Spenden seinen Einfluss einseitig im Sinne der Unternehmen ausübte. Auch gegen die drei Bauunternehmen wurden Ermittlungen eingeleitet. Für sie steht der Verdacht der Vorteilsgewährung im Raum. Im Immobilienzentrum Regensburg gab es Durchsuchungen. Wie die Staatsanwaltschaft Regensburg am 18. Januar 2017 mitteilte, wird gegen Wolbergs mittlerweile wegen des Verdachts der Bestechlichkeit ermittelt, gegen einen Bauunternehmer wegen des Verdachts der Bestechung und gegen eine weitere Person wegen des Verdachts der Beihilfe zur Bestechung. Dazu wurde eine 13-köpfige Ermittlungsgruppe der Kriminalpolizei Regensburg gebildet. Es wurden Stadträte, Parteimitglieder und Beamte, insgesamt mehr als 80 Personen, vernommen. Das Landeskriminalamt Bayern begann, mehr als 2 Millionen E-Mails auszuwerten.

### Verhaftungen und Durchsuchungen
Am 18. Januar 2017 wurden Wolbergs und zwei weitere Beschuldigte, Volker Tretzel und der technische Leiter der Stadtbau-GmbH Regensburg, verhaftet. Wegen Verdunkelungsgefahr sollten sie in Untersuchungshaft bleiben. Nach Angaben des Pressesprechers der Staatsanwaltschaft Regensburg, Theo Ziegler, bestand der „dringende Verdacht […], dass die drei Beschuldigten in unlauterer Weise bereits massiv auf Zeugen eingewirkt haben und ohne den Vollzug der Untersuchungshaft weiterhin täten, um die Ermittlung der Wahrheit zu erschweren“. Bei Tretzel soll zudem Fluchtgefahr bestanden haben. Ebenfalls wurden Durchsuchungen getätigt. Nach einem Haftprüfungstermin am 1. Februar 2017 ordnete das Amtsgericht Regensburg die Fortdauer der Untersuchungshaft für Wolbergs an. Am 28. Februar 2017 setzte das Landgericht Regensburg den Haftbefehl des Amtsgerichts Regensburg vom 16. Januar 2017 gegen Wolbergs, am 10. Februar 2017 den Haftbefehl gegen den ehemaligen technischen Leiter der Stadtbau-GmbH Regensburg jeweils mit Auflagen außer Vollzug.
Die Staatsanwaltschaft Regensburg teilte am 8. November 2017 mit, dass ein weiterer Unternehmer aus der Immobilienbranche aufgrund des Verdachts, Joachim Wolbergs in zwei Fällen bestochen zu haben, wegen Verdunkelungsgefahr in Untersuchungshaft genommen wurde. Dem Unternehmer wird zusätzlich Vorteilsgewährung in einem weiteren Fall vorgeworfen.
Anfang Januar 2018 wurden Privaträume des ehemaligen Bürgermeisters Hans Schaidinger (CSU) durchsucht.
Am 15. Februar 2018 „[...] wurden das Büro des CSU-Kreisverbands Regensburg-Stadt sowie die Wohnräume des Stadtrats Christian Schlegl (CSU) durchsucht.“
Im Juni 2018 wurden die Räume des CSU-Landtagsabgeordneten Franz Rieger durchsucht; Rieger soll laut Pressemitteilung der Staatsanwaltschaft Regensburg „von einem [...] Unternehmer aus der Regensburger Bau- und Immobilienbranche im Rahmen eines persönlichen Gesprächs eine Spende für den Landtagswahlkampf 2013 in Höhe von 60.000 EUR verlangt und diese Forderung mit einem Hinweis auf zukünftige Entscheidungen über Baugebiete und Baugenehmigungen in Regensburg verbunden haben.“

### Ermittlungen, Anklagen und Urteile

#### Joachim Wolbergs und Volker Tretzel
Am 27. Juli 2017 gab die Staatsanwaltschaft Regensburg in einer Pressemitteilung bekannt, gegen Joachim Wolbergs wegen Bestechlichkeit, Vorteilsannahme und Verstößen gegen das Parteiengesetz, gegen Volker Tretzel wegen Bestechung, Vorteilsgewährung und Verstößen gegen das Parteiengesetz, sowie gegen den ehemaligen Fraktionsvorsitzenden der SPD im Regensburger Stadtrat, Norbert Hartl, als Gehilfe bei einer Bestechlichkeit des Oberbürgermeisters und Mittäter bei wettbewerbsbeschränkenden Absprachen bei Ausschreibungen, Anklage zur Wirtschaftsstrafkammer des Landgerichts Regensburg erhoben zu haben. Der Verteidiger von Wolbergs gab ebenfalls als Pressemitteilung eine Erklärung ab, in der er unter anderem die Ermittlungsmethoden der Staatsanwaltschaft kritisiert. So wäre der Verteidigung Akteneinsicht nicht oder nicht in vereinbartem Umfang vor Anklageerhebung gewährt worden, zudem hätte die Verteidigung trotz richterlicher Anweisung bislang keine Kopien der im Rahmen der Telekommunikationsüberwachung erlangten Audiodateien erhalten. Am 1. August 2017 gab die Staatsanwaltschaft Regensburg bekannt, die Audiomitschnitte inzwischen an Wolbergs’ Verteidigung übergeben zu haben.
Am 1. März 2018 teilte das Landgericht Regensburg mit, dass gegen Wolbergs, Tretzel, dessen früheren Mitarbeiter und den Stadtrat Norbert Hartl die Eröffnung des Hauptverfahrens wegen Vorteilsannahme bzw. Vorteilsgewährung und des Verstoßes gegen das Parteiengesetz erfolge. Vorwürfe der Bestechlichkeit bzw. Bestechung sowie der wettbewerbsbeschränkenden Absprachen bei Ausschreibungen seien zumindest zurzeit nicht haltbar. Alle Haftbefehle (die bereits außer Vollzug gesetzt waren) wurden aufgehoben.
Der Prozess begann am 24. September 2018. Es waren 98 Verhandlungstage vorgesehen.
Am 6. Mai 2019 plädierte die Staatsanwaltschaft auf vier Jahre und sechs Monate Haftstrafe sowohl für Wolbergs als auch für Tretzel aufgrund Bestechlichkeit, Vorteilsannahme und Verstößen gegen das Parteiengesetz. Für einen ehemaligen Mitarbeiter Tretzels wurde eine Freiheitsstrafe von drei Jahren beantragt. Die Verteidigung von Wolbergs hingegen plädierte am 20. Mai 2019 auf Freispruch, denn es gebe weder Beweise noch belastende Zeugenaussagen, sondern lediglich Indizien.
Am 3. Juli 2019 wurde Wolbergs in allen wesentlichen Anklagepunkten freigesprochen. In zwei Fällen – das Gericht wertete diese als „Verbotsirrtum“ – wurde er der Vorteilsannahme in Höhe von gesamt 150.000 € schuldig gesprochen. Von einer Strafzumessung sah das Gericht ab, da ihn das Verfahren „quasi ruiniert“ habe. Die vorläufige Amtsenthebung blieb jedoch in Kraft. Die Staatsanwaltschaft kündigte umgehend Revision gegen das Urteil an, ebenso wie Wolbergs.
Volker Tretzel wurde wegen Vorteilsgewährung und Verstoßes gegen das Parteiengesetz zu einer Freiheitsstrafe von zehn Monaten auf Bewährung und einer Geldstrafe von 500.000 €, zahlbar an 10 gemeinnützige Organisationen zu je 50.000 €, verurteilt. Tretzels früherer Mitarbeiter wurde als Organisator der illegalen Spenden zu einer Geldstrafe von 180 Tagessätzen verurteilt. Norbert Hartl wurde freigesprochen. Volker Tretzel wie auch sein früherer Mitarbeiter legten gegen ihre Urteile Revision ein.
Am 17. Juni 2020 verurteilte das Landgericht Regensburg in einem zweiten Prozess aufgrund von Spenden aus der Baubranche an Wolbergs‘ damaligen SPD-Ortsverein wegen Bestechlichkeit zu einer Freiheitsstrafe von einem Jahr, die zur Bewährung ausgesetzt wurde. Mit angeklagt waren drei Bauunternehmer.
Am 4. Juni 2021 hob der Bundesgerichtshof das erste Wolbergs-Urteil vom 3. Juli 2019 auf und folgte damit der Auffassung der Staatsanwaltschaft, die dieses als zu milde betrachtete. Er verwies die Sache nicht zurück an das Landgericht Regensburg, sondern an die Wirtschaftskammer des Landgerichts München I. Am 19. Januar 2022 erhob Wolbergs gegen das Urteil Verfassungsbeschwerde.
Das Bundesverfassungsgericht nahm Ende Juli 2024 die Beschwerde nicht zur Entscheidung an.

#### Christian Schlegl
Am 20. Mai 2021 hat das Landgericht Schlegl wegen Beihilfe zur Steuerhinterziehung zu einer Geldstrafe von 20.000 Euro verurteilt, ihn vom Vorwurf der uneidlichen Falschaussage und des Verstoßes gegen das Parteiengesetz aber freigesprochen.

#### Thomas Dietlmeier
Der ehemalige Geschäftsführer der Immobilien Zentrum AG (IZ), Thomas Dietlmeier, wurde in einem Strafbefehlsverfahren wegen Bestechung Wolbergs’ und Vorteilsgewährung in zwei Fällen zu einer einjährigen Freiheitsstrafe auf Bewährung und einer „sechsstellige[n] Geldstrafe“ verurteilt. Das Strafbefehlsverfahren rechtfertigte die Staatsanwaltschaft mit einer umfassenden Aussage (einschließlich selbstbelastenden Inhalten) von Dietlmeier. Wolbergs’ Verteidiger kritisierte den Strafbefehl als taktisch motiviert und vermutete einen „Deal“ zwischen Dietlmeier und der Staatsanwaltschaft.

#### Hans Schaidinger
Wegen eines Beratervertrags, den der vormalige Oberbürgermeister Hans Schaidinger im Herbst 2014 mit der Firma von Volker Tretzel schloss, führte die Staatsanwaltschaft Vorermittlungen gegen ihn durch. Sein Honorar soll sich auf mehrere hunderttausend Euro summieren. Ebenfalls soll der Kauf einer Wohnung der Firma Tretzel durch Schaidingers Tochter Gegenstand der Untersuchungen gewesen sein. Am 20. Januar 2017 wurde bekannt, dass die Staatsanwaltschaft zwischenzeitlich auch gegen Schaidinger ein Ermittlungsverfahren eingeleitet hatte. Zudem wurde am 25. Januar 2017 durch die Landesanwaltschaft Bayern ein Disziplinarverfahren gegen Schaidinger eingeleitet. Im August 2019 stellte die Staatsanwaltschaft Regensburg das gegen Schaidinger geführte Ermittlungsverfahren wegen Korruptionsverdachts ein. Ermittlungen zu einer Baugenehmigung aus 2013 werden indes fortgeführt. Im April 2020 wurden sämtliche Ermittlungen gegen Schaidinger eingestellt.

#### Ferdinand Schmack jun.
Am 17. Juni 2020 verurteilte das Landgericht Regensburg den Bauunternehmer Ferdinand Schmack jun., Geschäftsführer der Schmack Immobiliengruppe, zu einer Geldstrafe von 70 Tagessätzen à 900 Euro wegen Bestechung in einem minder schweren Fall. Hintergrund war eine Spende von 5000 Euro an den SPD-Ortsverein Regensburg Süd im Wahlkampf zu den Kommunalwahlen in Bayern 2014, die Schmack beim Geschäftsführer eines Partnerunternehmens veranlasst hatte. Das Gericht sah einen Zusammenhang mit der Gewährung von Vorteilen im Zusammenhang mit dem Bauprojekt „Nördlicher Rübenhof“. Mit Beschluss vom 1. Juni 2021 hat der Bundesgerichtshof Schmacks Revision zurückgewiesen und das Urteil bestätigt.

#### Franz Rieger
Am 11. November 2021 verurteilte das Landgericht Regensburg den CSU-Landtagsabgeordneten und Rechtsanwalt Franz Rieger wegen Beihilfe zur Steuerhinterziehung und Erpressung zu einer Geldstrafe von 300 Tagessätzen. Es war zur Überzeugung gekommen, dass Rieger im August 2013 den Bauträger Thomas D. „explizit bedroht“ hatte, um von diesem Wahlkampfspenden in Höhe 60.000 Euro zu erpressen. Er soll dabei auf den Einfluss der Regensburger CSU bei der Entscheidung über künftige Baugebiete und Baugenehmigungen verwiesen haben. Am 31. Mai 2022 hat der Bundesgerichtshof die Revision Riegers gegen das Urteil verworfen, wodurch dieses rechtskräftig wurde. Rieger ist daraufhin aus der CSU-Fraktion im Bayerischen Landtag ausgetreten, möchte sein Abgeordnetenmandat aber behalten.

## Stellungnahmen der Betroffenen
Wolbergs schrieb zu Beginn des Ermittlungsverfahrens im Juni 2016 an die Generalstaatsanwaltschaft Nürnberg, dass die Anschuldigungen jeder Grundlage entbehrten. Er beantragte bei der Landesanwaltschaft ein Disziplinarverfahren gegen sich selbst, in der Hoffnung, sich entlasten zu können. Diese teilte Ende Januar 2017 mit, dass Wolbergs vorläufig des Dienstes enthoben werde.
Die Tretzel GmbH teilte Ende Juni 2016 mit: „Spenden im politischen Bereich [...] verteilten sich über das Spektrum der Regensburger Politiklandschaft. Schon daraus erklärt sich, dass diese Spenden nie auf konkrete Gegenleistungen einzelner politischer Mandatsträger gerichtet sein konnten. Solche gab und gibt es nicht.“
Der Geschäftsführer des Immobilienzentrums Regensburg, Wolfgang Herzog, gab an, Geld an SPD, CSU sowie soziale Vereine gespendet zu haben. Die Vorwürfe, dafür Vorteile erhalten zu haben, seien haltlos.